# Sulejów
Sulejów é um município da Polônia, na voivodia de Łódź e no condado de Piotrków. Estende-se por uma área de 26,26 km², com 6 281 habitantes, segundo os censos de 2016, com uma densidade de 239,2 hab/km².